# Thierry Alibert
Pour les articles homonymes, voir Alibert.
Thierry Alibert, né le 27 décembre 1970 à Toulouse, est un arbitre professionnel français de rugby à XIII.

## Biographie
M Thierry Alibert est un arbitre professionnel, certifié par le RLF, et arbitre de la Super League, ainsi que des matchs sélectionnés dans la Challenge Cup et les jeux internationaux. Il profite du retour dans son pays de l'Australien Ashley Klein pour obtenir un poste d'arbitre professionnel dans cette ligue.
Il arbitre lors de deux phases finales de la Coupe du monde, en 2000 et 2008. Pressenti pour arbitrer la rencontre du Tournoi des Quatre Nations entre l'Angleterre et l'Australie le 31 octobre 2009, il doit finalement laisser la place à l'arbitre anglais Steve Ganson, l'Australian Rugby League ayant fait part de son désir d'avoir d'un arbitre plus expérimenté.

## Match internationaux
Dans le cadre de Coupe du monde, il arbitre : 
- Angleterre 60-10 Fidji lors de la Coupe du monde 2000
- Pays de Galles 38-6 Îles Cook  lors de la Coupe du monde 2000
- Irlande 38-20 Samoa lors de la Coupe du monde 2008
- Samoa 42-10 France lors de la Coupe du monde 2008

Il a également arbitré d'autres rencontres internationales :
- Pays de Galles - Angleterre le 17 octobre 2009.
- Liban 86 - 0 Italie le 24 octobre 2009
- Pays de Galles 42 - 12 Irlande le 1er novembre 2009.
- Angleterre 20 - 12 Nouvelle-Zélande le 7 novembre 2009 dans le cadre du Tournoi des Quatre Nations